# Liste der Träger des Verdienstordens des Landes Rheinland-Pfalz/1986
Im Jahr 1986 wurden folgende Personen mit dem Verdienstorden des Landes Rheinland-Pfalz geehrt:
| Ordensträger               | Lebensdaten | Wohnort                    | Wirken                                                                             |
| -------------------------- | ----------- | -------------------------- | ---------------------------------------------------------------------------------- |
| Josef Becker               | 1905–1996   | Pirmasens                  | Politiker (CDU)                                                                    |
| Felicitas Beißwenger       |             | Worms                      |                                                                                    |
| Reinhard Bender            | † 2009      | Zweibrücken                | Oberstudiendirektor                                                                |
| Erich Bettag               |             | Dudenhofen                 |                                                                                    |
| Fritz Bockius              |             | Koblenz                    |                                                                                    |
| Theo Bork                  |             | Andernach                  |                                                                                    |
| Valentine Chagall          |             | Saint-Paul-de-Vence        |                                                                                    |
| Hermann Doetsch            |             | Mainz                      |                                                                                    |
| Hildegard Ewen             |             | Bitburg                    |                                                                                    |
| Friedrich Karl Fey         |             | Trier                      |                                                                                    |
| Margareta Fuchs            |             | Prüm                       |                                                                                    |
| Willibald Gänger           | 1903–1994   | Bad Bergzabern             | Politiker (SPD)                                                                    |
| Paul Geiß                  |             | Idar-Oberstein             |                                                                                    |
| Hans Groß                  |             | Neustadt an der Weinstraße |                                                                                    |
| Norbert Hailer             | 1926–2020   | Annweiler am Trifels       |                                                                                    |
| Otto Hartmann              |             | Mainz                      |                                                                                    |
| Franz Hoffmann             |             | Leimersheim                |                                                                                    |
| Ernst Hollstein            | 1918–1988   | Trier                      | Pionier der Dendrochronologie und Obermuseumsrat am Rheinischen Landesmuseum Trier |
| Schwester M. Devota Janzer |             | Mainz                      |                                                                                    |
| Claus D. Kernig            |             | Trier                      |                                                                                    |
| Ignaz Keßler               |             | Saarburg                   |                                                                                    |
| Hermann Kiefer             | 1927–2021   | Billigheim-Ingenheim       | Pfarrer                                                                            |
| Heinrich Peter Klein       |             | Kaiserslautern             |                                                                                    |
| Willi Klein                |             | Höhr-Grenzhausen           |                                                                                    |
| Johannes Knauf             |             | Lahnstein                  |                                                                                    |
| Hans König                 | 1916–1999   | Trier                      | Politiker (SPD)                                                                    |
| Erich Krämer               |             | Trier                      |                                                                                    |
| Franz Kuhn                 |             | Neustadt an der Weinstraße |                                                                                    |
| Karl Löchter               |             | Kaiserslautern             |                                                                                    |
| Elisabeth Müller           |             | Neustadt an der Weinstraße |                                                                                    |
| Robert Müller              |             | Böhl-Iggelheim             |                                                                                    |
| Bernd Munsteiner           |             | Stipshausen                |                                                                                    |
| Kurt Josef Noé             |             | Ludwigshafen am Rhein      |                                                                                    |
| Max Günther Piedmont       | 1916–1989   | Filzen                     | Politiker (FDP)                                                                    |
| Erna Pinhammer             |             | Hardert                    |                                                                                    |
| Annelotte Reichling        | † 2015      | Zweibrücken                | Funktionärin des Deutschen Roten Kreuzes                                           |
| Rolf Robischon             |             | Trierweiler                |                                                                                    |
| Ernst Schmitt              |             | Ludwigshafen am Rhein      |                                                                                    |
| Hubertus Schmoll           |             | Mainz                      |                                                                                    |
| Konrad Schubach            |             | Neuhaus                    |                                                                                    |
| Matthias Seefelder         | 1920–2001   | Heidelberg                 | Industriemanager und von 1974 bis 1983 Vorstandsvorsitzender der BASF AG           |
| Erwin Stein                |             | Pirmasens                  |                                                                                    |
| Norbert Steuler            |             | Vallendar                  |                                                                                    |
| Heinrich Strüder           |             | Hachenburg                 |                                                                                    |
| Inge Strüder               |             | Hachenburg                 |                                                                                    |
| Heinz Thelen               |             | Hilden                     |                                                                                    |
| Karl Unverzagt             | 1915–2007   | Grünstadt                  | Maler und Bildhauer                                                                |
| Therese Valerius           |             | Etzbach                    |                                                                                    |
| Georg Vogel                |             | Mainz                      |                                                                                    |
| Helena Maria Wagner        |             | Föhren                     |                                                                                    |
| Johannes Wasmuth           | 1936–1997   | Rolandseck                 | Galerist, Kunstsammler und Promotor des Kunstbahnhofs Rolandseck                   |
| Johannes Weis              |             | Schweigen-Rechtenbach      |                                                                                    |
| Rudolf Zechner             | 1911–1992   | Speyer                     | Geschäftsführer der Zechnerschen Buchdruckerei und des Zechner & Hüthig-Verlags    |
| Emil Zenz                  | 1912–1994   | Trier                      | Historiker und Politiker (CDU)                                                     |